# IC 1313
IC 1313 ist eine Balken-Spiralgalaxie vom Hubble-Typ SBab im Sternbild Capricornus auf der Ekliptik. Sie ist schätzungsweise 152 Millionen Lichtjahre von der Milchstraße entfernt und hat einen Durchmesser von etwa 90.000 Lj.
Das Objekt wurde am 25. Juli 1892 von Stéphane Javelle entdeckt.